# غروب آفتاب (فیلم ۲۰۲۱)
غروب آفتاب (به انگلیسی: Sundown) فیلمی محصول سال ۲۰۲۱ و به کارگردانی میشل فرانکو است. در این فیلم بازیگرانی همچون تیم راث، شارلوت گنزبور، لازائو لاریس و هنری گودمن ایفای نقش کرده‌اند.